# N-acetil-gamma-glutammil-fosfato reduttasi
La N-acetil-gamma-glutamil-fosfato reduttasi è un enzima appartenente alla classe delle ossidoreduttasi, che catalizza la seguente reazione:
N-acetil-L-glutammato 5-semialdeide + NADP+ + fosfato ⇄ N-acetil-L-glutammil 5-fosfato + NADPH + H+